# Данія на зимових Олімпійських іграх 1964
Данія на зимових Олімпійських іграх 1964 року, які проходили в австрійському місті Інсбрук, була представлена двома спортсменами (обоє чоловіки) у двох видах спорту. Прапороносцем на церемонії відкриття Олімпійських ігор був лижник Свенд Карлсен.
Жодних медалей країна на цій Олімпіаді не завоювала.

## Ковзанярський спорт
Чоловіки
| Дисципліна | Спортсмен   | Дистанція | Дистанція |
| Дисципліна | Спортсмен   | Час       | Місце     |
| ---------- | ----------- | --------- | --------- |
| 1500 м     | Курт Штілле | 2:17.4    | 30        |
| 5000 м     | Курт Штілле | 7:56.1    | 12        |
| 10,000 м   | Курт Штілле | 16:38.3   | 9         |

## Лижні гонки
Чоловіки
| Дисципліна | Спортсмен     | Відстань  | Відстань |
| Дисципліна | Спортсмен     | Час       | Місце    |
| ---------- | ------------- | --------- | -------- |
| 15 км      | Свенд Карлсен | 1'00:20.7 | 57       |
| 30 км      | Свенд Карлсен | 1'46:35.9 | 53       |